# Хлеб (Алексей Толстой)
«Хлеб» («Оборона Царицына») — повесть А. Н. Толстого, опубликованная в 1937 году. Считается самым спорным произведением писателя. Примыкает к циклу «Хождение по мукам», в состав которого включалась в изданиях 1930—1950-х годов.
Накопив большой материал к роману «Восемнадцатый год», писатель попытался создать его продолжение — «Девятнадцатый год», однако написать его так и не удалось. По инициативе М. Горького в 1935 году А. Н. Толстой начал работать над повестью о борьбе за хлеб и обороне Царицына на Южном фронте. Из-за того, что среди действующих лиц был Сталин, в эпоху культа личности повесть стала одним из эталонных произведений советской литературы, а после начала оттепели вызвала массированную и крайне резкую критику, редко переиздавалась. Высказывались мнения, что А. Толстой «откупился» повестью от грозившего ему ареста, а также значительно преувеличил сталинскую роль в событиях 1919 года. Стиль повести отличался от известных произведений Алексея Толстого, текст основан на исторических документах и интервью с представителями советского правительства.
Отдельные главы начали печататься с октября 1937 года в журнале «Молодая гвардия», в двенадцатом номере которого повесть вышла целиком. В 1938 году полностью выходила в первых двух номерах «Нового мира», и параллельно вышло первое книжное издание в серии «История гражданской войны». Этот текст без авторских изменений многократно издавался центральными и областными издательствами СССР.

## Содержание. Персонажи
В архитектонике цикла «Хождение по мукам» повесть «Хлеб» должна была занимать третье место, соединяя героев и события «Восемнадцатого года» и «Хмурого утра». Даже сам автор признавал невеликие художественные достоинства своего труда. Литературовед А. В. Алпатов заявлял:

Повесть написана во многих своих страницах как-то сухо-хроникально, риторически бледно, с той эскизной беглостью рисунка, которая, вообще говоря, так мало свойственна манере повествования А. Толстого, обычно столь яркого, сочного и рельефного.
Главным персонажем повести является петроградский рабочий-коммунист с символическим именем Иван Гора, который, пройдя школу жизни и революции, политически растёт и «созревает в огне событий». Главным лейтмотивом текста является многократно повторяемая Иваном фраза «ничего невозможного». Когда партия, которой он бесконечно предан, отправила его на Южный фронт, он стал опытным полевым командиром. На фронтовом митинге он умело овладевает настроениями дезориентированных бойцов, разоружает их командира, оказавшегося изменником. При этом Гора демонстрирует и все лучшие стороны русского человека: он мягок по натуре и человечен, что особенно проявляется в его любви к казачке Агриппине. По мнению А. Алпатова, писателю удался образ, он не впадал в схематичность. Девятнадцатилетняя Агриппина Чебрец, пришедшая в отряд большевиков, — батрачка с мозолистыми руками, для которой советская власть — единственный путь избавления от голода и нужды. При этом Агриппине свойственны гордость и целомудренность. Хотя она неграмотна, но тянется к знаниям и сразу после боя идёт к девушке-агитатору, чтобы та в две недели обучила её; эти сцены поданы в юмористическом духе. Вместе с тем именно наличие такого персонажа, как Агриппина, на контрасте позволяет превратить Ивана в полнокровный образ. Собственно, в жизненных обстоятельствах подруги Ивана много от Ольги Зотовой из «Гадюки», но образы их принципиально отличаются. Ольга осталась для Красной Армии чужой, её никогда не интересовали идеалы, за которые сражались красноармейцы. Напротив, для Агриппины армия в буквальном смысле «дом родной», куда она попадает самым естественным образом: здесь её близкие, здесь её спасение. Только что придя в отряд, она бесхитростно просит дать ей винтовку, потому что на войне — «всё равно как на покосе грабли нужны». Изначально это вызывает удивление мужчин, сохранивших традиционное отношение к социальной роли женщины. Именно поэтому подчёркивается уважение, которое стал к Агриппине испытывать Иван.

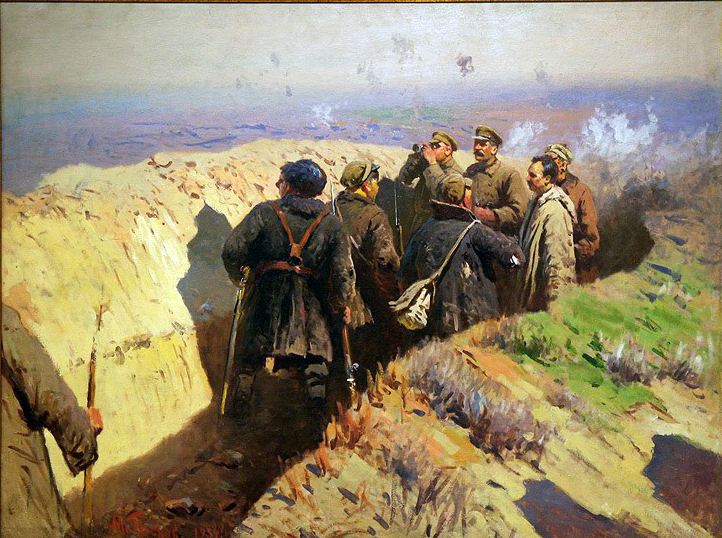
М. Греков. Товарищи Сталин, Ворошилов и Щаденко в окопах под Царицыном

В повести выведены портреты реальных исторических фигур. Впервые образ-портрет Ленина был создан Толстым в «Восемнадцатом годе». В повести «Хлеб» есть несколько эпизодов с участием Ильича: заседание ЦК партии, встреча с делегацией петроградских рабочих, кабинет в Смольном, принятие государственных решений. Глава победившей революции представлен как гениальный вождь, персонификация воли народа и мудрости партии. Хрестоматийной стала сцена, в которой стоящий в карауле у дверей кабинета Иван Гора заговаривает с Лениным и сообщает, что для народа «нет ничего невозможного». Владимир Ильич видит в этой фразе глубинную народную мудрость и немедля её подхватывает. В автобиографических заметках Алексей Толстой отмечал, что переход от вымышленных персонажей к историческим давался ему крайне нелегко. После работы над «Петром I» писатель имел большой опыт обработки документов и выстраивания образов на основе исторических свидетельств. Принципиальное отличие в методе диктовалось тем, что история 1919 года была живой, непосредственным образом продолжалась в реальности спустя двадцать лет. М. Чарный отмечал глубокое новаторство в толстовском методе ленинианы, которое было недостаточно оценено советскими критиками.
Иван Гора стал для писателя возможностью ввести в литературную ткань ещё одного советского вождя — Ворошилова. Этапы биографии Ивана в повести таковы: молодой рабочий на часах у кабинета в Смольном, затем в Кремле в составе делегации питерских пролетариев, а далее проводник ленинской политики в деревне и, наконец, ворошиловский стрелок, бьющийся с белогвардейцами. Постепенно он приобретает надличностные черты, персонифицируя весь революционный класс, что в своё время обратило на него внимание Ленина. Ключевым эпизодом повести является восстановление взорванного белыми моста через Дон. На глазах Ивана инженер пытается убедить Ворошилова в невозможности возведения из дерева сооружения в пятьдесят четыре метра высотой, а в ответ получает отповедь: «— Материал точно так же подчиняется революции… Tyт ты меня не разубедишь…». В этой реплике авторы «Истории советской литературы» 1955 года видели «гигантскую силу, гигантскую волю пролетариата, понимающего, что от его энергии, от его инициативы и твёрдости зависит спасение тысяч жизней, спасение Царицына, спасение в эти страшные месяцы пролетарской революции». Сцена перекликается с начальной в повести, когда Иван несёт караул у ленинского кабинета и заражает вождя своей уверенностью. Это — метафора исторического чуда.
Общее число исторических персонажей в «Хлебе» превышает десять, включая Будённого, командира Пархоменко и большевика Артёма, соратников Ворошилова Руднева и Межина, меньшевика Мартова, и многих других, в том числе немецкого генерала Людендорфа. Часть образов едва намечена, некоторые внезапно появляются и исчезают, другие охарактеризованы одной характерной чёрточкой, что было сильной стороной Толстого-писателя со времён «Голубых городов». В целом повесть получилась оптимистической, демонстрирующей возможности непрерывного совершествования героев, внутренней обусловленности их успеха. Именно поэтому «Хлеб» пользовался большой популярностью в Советском Союзе у рядового читателя. Впрочем, выстроить целостное художественное полотно Алексею Толстому так и не удалось. В повести много публицистичности, некоторые эпизоды переданы «скороговоркой», хотя подчас почти газетный текст может плавно перейти в подлинно лирические картины. В целом, по мнению М. Чарного, публицистика в «Хлебе» заменила художественное изображение.

## История создания

### Исторический контекст

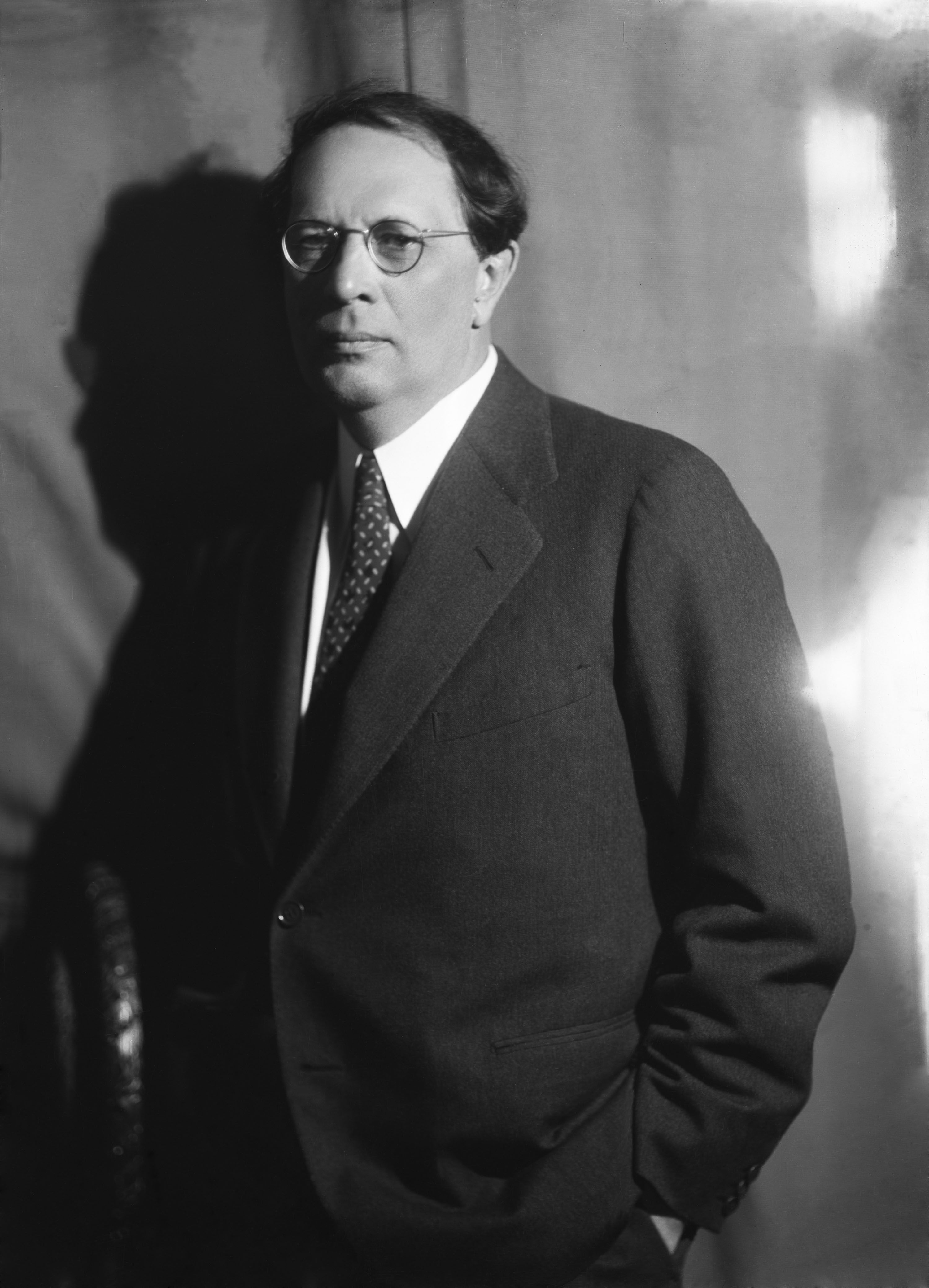
Алексей Толстой

Истоки замысла повести А. Н. Толстой поведал в интервью 1943 года «Как создавалась трилогия „Хождение по мукам“». С авторской точки зрения, «Хлеб» стал составным элементом работы над третьей частью трилогии, которая носила условное название «Девятнадцатый год». В 1928—1931 годах писатель активно разрабатывал этот замысел, не приведший, впрочем, к оформленному результату. Когда в 1934 году Максим Горький предложил Толстому участвовать в проекте издания истории гражданской войны, писатель стал получать из академических и партийных институтов исторические материалы. В архиве А. Толстого сохранились воспоминания участников войны, их автобиографии, ведомости боевого и численного состава войск, приказы, телеграммы, инструкции, воззвания, белогвардейские листовки, показания пленных, схемы военных операций, карты. Практически все эти материалы касались Южного фронта 1918—1919 годов, особенно эпизодов обороны Царицына и похода Ворошилова от Луганска к Царицыну. Судя по материалам писательского архива, материалы были необходимы для написания «Хождения по мукам»: главные герои романа — Рощин с Катей из Москвы бежали в Самару и затем в Ростов.
По мере усиления культа личности Сталина, оборона Царицына, которой он руководил, занимала особое место в истории гражданской войны. 3 и 4 января 1935 года было торжественно отпраздновано освобождение Царицына от белых. 17 мая того же года в газете «Советское искусство» было опубликовано социалистическое обязательство Алексея Толстого написать роман об обороне города к двадцатой годовщине Великого Октября, то есть 1937 году. Факт, что официозное произведение «Хлеб» и сказка «Золотой ключик» создавались примерно в одно и то же время, позволило Е. Толстой (профессору-слависту, внучке писателя) отметить:

«Работая над „Хлебом“, Толстой, по-видимому, не может уйти от мысли о том, какую же роль он принял, согласившись вставить в дорогой для него роман заказную и насквозь фальшивую повесть, — не превратился ли он в продажного Дуремара, перестав быть неунывающим Буратино, ведущим свою игру в своем театре <…> согласившись работать над „Хлебом“, Толстой-художник очутился в сфере прямых и недвусмысленно выраженных интересов власти <…> Вот почему тот, с кем связывались надежды Толстого на обретение своего театра и своей игры под протекторатом власти, оборачивается в процессе работы над „Хлебом“ новым, куда более жёстким кукольником-карабасом».
В дневнике Н. Я. Эйдельмана содержится анекдот, согласно которому Толстого должны были арестовать, но сочувствующие руководители НКВД сообщили, что у писателя есть ещё месяц, чтобы задобрить власти. Эта и подобные ей истории не соотносятся с фактологией: написание книги заняло не менее двух лет. Результатом стало окончательное закрепление за А. Н. Толстым уникального статуса в советской литературе. Именно к «Хлебу» относится высказывание Молотова: «Кто не знает, что это бывший граф Толстой! А теперь? Теперь он товарищ Толстой, один из лучших и самых популярных писателей земли советской — товарищ А. Н. Толстой».

### Ход работы над текстом
Работа над текстом началась в сентябре 1935 года. 22 сентября А. Толстой сообщал письмом Горькому, что взялся за работу «с самопринуждением». Первоначально замыслы были грандиозны, и предполагали чуть ли не трилогию, как явствует из интервью «Вечерней Москве» от 28 сентября. Примечательно, что в этом интервью автор не называл свой роман частью «Хождения по мукам». А. Варламов позднее заметил, что Толстой не захотел связывать с конъюнктурой полюбившиеся ему образы. В письме Ромену Роллану Алексей Николаевич сообщал, что не хотел помещать в текст отрицательных персонажей, «не хочется писать ни о ничтожестве маленьких душ, ни о человеческой мерзости, мне не хочется изображать из моего искусства зеркало, подносимое к физиономии подлеца». Мучительность работы подтверждается тремя архивными вариантами начала повести, существенно отличающимися один от другого. Первый вариант как раз был связан с «Хождением по мукам». Второй вариант имел подзаголовок «повесть», и начинался он от лица очевидца — Ивана Горы. Окончательным сделался только четвёртый вариант. Работа над ним прерывалась зарубежными поездками и в общей сложности продлилась два года. В 1936 году писатель посетил Сталинград, чтобы увидеть места происходивших событий. Он пообщался с очевидцами, запросил из редакции «Истории гражданской войны» материалы, которые отражали его собственные интересы, а не государственный заказ. Авторская рукопись была закончена 16 октября 1937 года. Название «Хлеб» демонстрировало изменение замысла: главной темой повести стало снабжение хлебом молодой Советской Республики, в то время как сама оборона Царицына ушла в подзаголовок. Печатное издание было обозначено как роман.

## Критика
В конце жизни Алексей Толстой нелицеприятно отзывался о своём произведении. В автобиографии он писал:

Я слышал много упрёков по поводу этой повести: в основном они сводились к тому, что она суха и «деловита». В оправдание могу сказать одно: «Хлеб» был попыткой обработки точного исторического материала художественными средствами; отсюда несомненная связанность фантазии. Но, быть может, когда-нибудь кому-нибудь такая попытка пригодится. Я отстаиваю право писателя на опыт и на ошибки, с ним связанные.
В. А. Щербина связывал публицистичность и «торопливость» произведения с требованиями редакции «Истории гражданской войны». Несколько глав повести были написаны на темы и сюжеты, навязанные автору свыше; то есть официозная событийная канва нуждалась в минимальной литературной обработке. Если «„Хождение по мукам“ основано на глубоко пережитом, пройденном через сердце и разум художника, то повесть „Хлеб“ во многом явилась лишь беллетризацией известных исторических фактов». «Заказные» фрагменты повести стилистически заметно отличались от глав, написанных образно. Тем не менее критик называл фигуры Ивана Горы и Агриппины «воплощением революционного пафоса масс простых людей».
В постсоветской критике «Хлеб» выступал как доказательство упадка позднего творчества А. Толстого, который променял творческую свободу на материальную обеспеченность и общественное положение в сталинском СССР. Алексей Варламов прямо назвал текст «непропечённым»:

Тут что ни слово, то ложь, «Хлеб» невозможно начать читать в полночь, кончить читать под утро и снова перечитывать.
Попытку ревизовать отрицательный взгляд на творчество А. Толстого вообще и «Хлеб» в частности предприняла доцент Воронежского университета П. А. Бороздина, по сути повторив суждения советских критиков.

## Издания
- Хлеб. (Оборона Царицына). — М. : Изд., тип. и цинк. Жургазобъединения, 1938. — 252 с. — (Исторические романы. Серия 1938 года / Редколлегия: И. Луппол, И. Минц, А. Толстой, А. Тихонов; 2).
- Хлеб. (Оборона Царицына) : Повесть. — 2-е изд. — М. : 17 ф-ка нац. книги треста «Полиграфкнига», 1938. — 220 с. — (История гражд. войны).
- Хлеб. (Оборона Царицына). — Л. : Советский писатель, 1938. — 253 с.
- Оборона Царицына : Из книги А. Толстого «Хлеб» / Рис. В. Щеглова. — М.—Л. : Детиздат, 1941. — 48 с. — (Школьная библиотека. [Для начальной школы]).
- Хлеб. (Оборона Царицына) : Повесть. — М. : Воен. изд-во, 1948. — 344 с.
- Хлеб. (Оборона Царицына): Главы из повести / Ил.: И. Гринштейн. — М. : Изд. и 7-я тип. Воен. изд-ва и тип. им. Тимошенко, 1948. — 65 с. — (Б-чка журнала «Советский воин» / Глав. полит. упр. Вооруж. Сил СССР; № 1 (92)).
- Tołstoj A. Obrona Carycyna: Wyjątek z powieści «Chleb» :  [польск.]. — Warszawa, 1950. — 15 с. — (Biblioteka «Nowej wsi»; № 16).
- Хождение по мукам: в 2 т / Ил.: Н. Шеберстов. — Л. : Гослитиздат, тип. «Печ. двор», 1950. — Т. 2: Хмурое утро, Хлеб. — 648 с. — (Б-ка советского романа).
- Хмурое утро. Хлеб : (Повесть) // Избранные сочинения : В 6 т.. — М. : Сов. писатель; Образцовая тип. им. Жданова, 1951. — Т. 4: Хождение по мукам : (трилогия). — 659 с.
- Оборона Царицына : Отрывок из повести «Хлеб». — М.—Л. : Детгиз, 1953. — 80 с. — (Школьная б-ка. Для начальной школы).
- Кн. 3. Хлеб : Повесть // Собрание сочинений : в 10 т / Подготовка текста Ю. А. Крестинского ; коммент. А. В. Алпатова и Ю. А. Крестинского. — М. : Гослитиздат, 1959. — Т. 6: Хождение по мукам : Трилогия. — 728 с.
- Хлеб (Оборона Царицына) : Повесть. — Мурманск : Кн. изд-во, 1978. — 239 с.
- Хлеб : (Оборона Царицына). — М. : Вече, 2015. — 318 с. — (Сделано в СССР. Любимая проза). — ISBN 978-5-4444-2587-9.